# Greklands sju vise

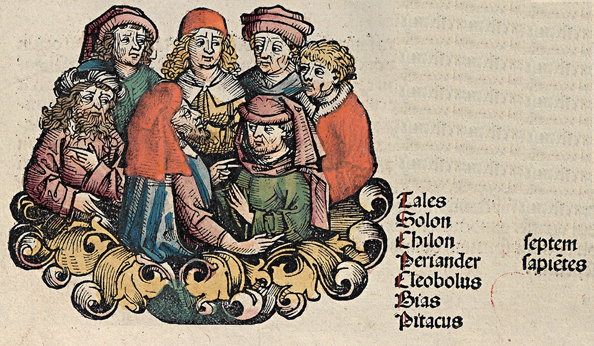
De sju vise enligt Nürnbergkrönikan. Myson är här utbytt mot Periander.

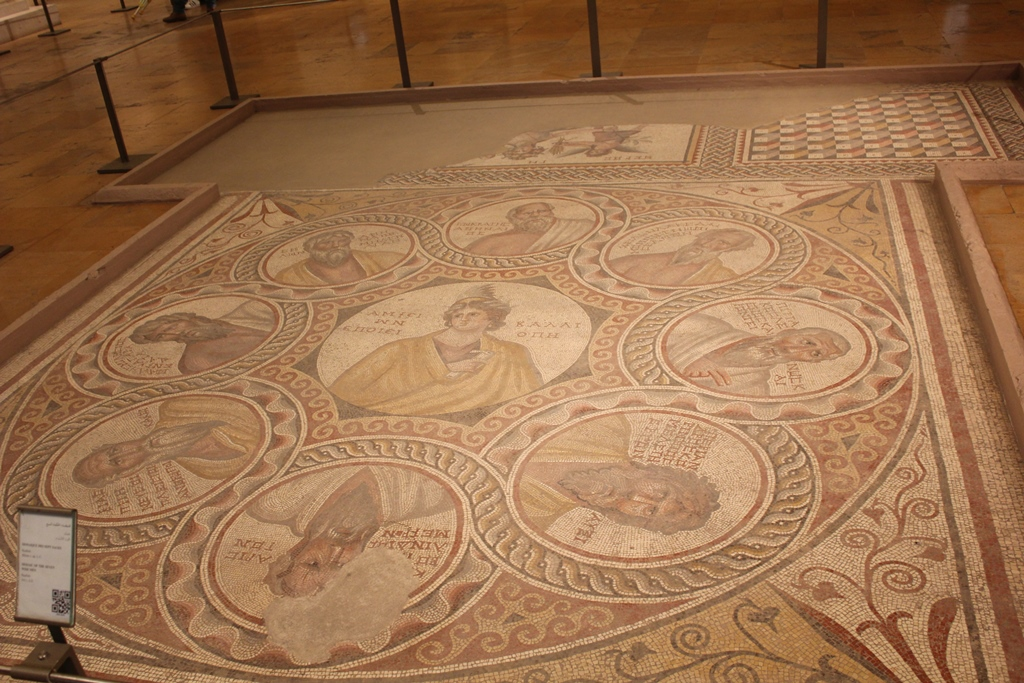
Golvmosaik från Baalbek (tredje århundradet e.Kr.), nu på Nationalmuseum i Beirut. Sokrates (överst), med de sju vise: Chilon, Pittakos, Periander, Kleobulos, Bias, Thales och Solon kring Kalliope. Periander har ersatt Myson.

Greklands sju vise var sju män i antikens Grekland som levde 620 f.Kr.–550 f.Kr.. De var kända för sin vishet, i allmänhet eller inom politiken, och deras visdomsord fanns att läsa hos oraklet i Delfi. Namnen på dessa sju har förevigats genom Platons dialog Protagoras, men det har funnits andra som också räknats in. Liknande vise män har funnits i de flesta kulturer, och att vara en av dessa vise innebar en särskild roll i samhället.

## Sju namn

### Enligt Platon
I Platons dialog Protagoras nämns följande sju vise:
- Thales från Miletos
- Pittakos av Mytilene
- Bias av Priene
- Solon
- Kleobulos av Lindos
- Myson av Chene
- Chilon av Sparta

Dessa sju var "lärjungar och anhängare av den spartanska lärdomen", och hade bevisat sin visdom genom att författa kortfattade tänkespråk, som fanns att läsa hos oraklet i Delfi, till exempel "Känn dig själv" och "Måtta i allt". Av dialogen framgår att de sju träffade varandra hos oraklet, och av detta framgår att det inte endast var fråga om en hederstitel utan krav på motprestation. De sju tillhörde även var sin av de stammar som fanns i Grekland. Platon upphöjde dem i denna dialog till sinnebild för lakoniserandet, vad som vad typiskt för dem från Lakedaimon, eftersom de uttryckte sin visdom lika kortfattat och med en större kärlek till filosofin än till kroppsövningar, som var kännetecknande för spartanerna.
"Att vara spartansk är i mycket högre grad att älska vishet än att älska gymnastik, det finns det människor både nu och i det förgångna som har fattat: de vet att det bara är en grundligt bildad person som kan uttala sådana korta sentenser. Till dessa människor hörde Thales från Miletos, Pittakos från Mytilene, Bias från Priene, vår egen Solon, Kleobulos från Lindos och Myson från Chenai, och som den sjunde nämndes spartanen Chilon. Alla dessa var anhängare, beundrare och lärjungar, till spartanernas bildning, och att deras vishet var av det här slaget framgår av de minnesvärda korta sentenser som var och en av dem uttalat. De samlades också i Apollons tempel i Delfi och offrade där sin visdoms främsta frukter genom att skriva Känn dig själv och Inget i övermått, satser som är i var mans mun." (Platon Protagoras 342E-343B)

### Enligt Pausanias och andra
Pausanias, och flera andra, ger dock en något olikartad lista över vilka de sju var: han tar inte med Myson men Periander av Korinth. Hermippos, som levde under tredje århundradet f.Kr., listade sjutton olika personer som dittills förekommit i uppräkningen av de sju. Bland de namn som listats av olika antika författare finns Epimenides, Pythagoras, Anacharsis, Epicharmos, Aristodemos, Orfeus, Peisistratos och Anaxagoras.
Enligt Pausanias stod de sju vises ordspråk ingraverade i oraklets förtempel, som de hade dedicerat till Apollon.